# Royal Cercle sportif Visé
Maillots
Dernière mise à jour : 25 mai 2017.
Le Royal Cercle sportif Visé était un club de football belge basé à Visé. Il portait le matricule 369. Ce cercle a évolué durant 39 saisons dans les séries nationales, dont 10 en Division 2.
En proie à des difficultés financières croissantes, le club cesse ses activités à la fin de la saison 2014-2015.

## Le Club
- 1924 : fondation de CERCLE SPORTIF VISETOIS en 1923 ou 1924. (Le 4 décembre 1923, le Secrétaire Jules DAVAIN écrivait: "(...) sous la dénomination "Cercle Sportif Visétois", nous avons décidé de reconstituer le club local d'avant-guerre" - note foot 100 asbl : il s'agit de FOOTBALL CLUB LE PERRON VISETOIS, fondé le 6 juin 1908, affilié le 14 août 1908 à l'Union Belge des Sociétés de Sports Athlétiques (UBSSA - future URBSFA) et radié des listes le 30 septembre 1912.
- 1925 : 04/06/1925, CERCLE SPORTIF VISETOIS s'affilia à l'URBSFA.
- 1926 : décembre 1926, le club se voit attribuer le matricule 369.
- 1933 : 06/06/1933, CERCLE SPORTIF VISETOIS obtient le titre de "Société Royale". Il change de dénomination en ROYAL CERCLE SPORTIF VISETOIS (369) le 20/06/1933 (note foot 100 asbl: Le club, malgré son inactivité de 1912 à 1924 et l'exigence en 1933 d'une activité ininterrompue pendant au moins vingt-cinq ans pour être gratifié du titre de Société Royale, obtint cet honneur en fonction de la date de fondation (1908) de la première version du club; cependant, dans les années septante, le club considérait 1924 comme année de sa création).
- 2004 : 01/07/2004, ROYAL CERCLE SPORTIF VISETOIS (369) change son appellation en CERCLE SPORTIF VISE (Société Royale) (369) (note foot 100 asbl: cependant la dénomination non officielle "Royal Cercle Sportif Visé" est régulièrement utilisée même par le club lui-même).
- 2010 : CERCLE SPORTIF VISE (Société Royale) (369)  est de retour en Division 2.
- 2015 : 01/07/2015, en faillite, le CERCLE SPORTIF VISE (Société Royale) (369) est radié.

## Histoire
Le club porteur du matricule 369 reste anonymement dans les séries régionales et provinciales jusqu'en 1948 quand il atteint la Promotion (à l'époque D3). Il y évolue deux saisons. Classé 11e en 1949, il termine bon dernier et est relégué l'année suivante.
Le R. CS Visétois met près d'un quart de siècle pour reparaitre en "Nationale". En 1964, il retrouve la Promotion devenue le 4e niveau de la hiérarchie belge, en 1952. L'expérience dure de nouveau deux saisons, puis le cercle retrouve la P1 liégeoise.

### Passages ponctuels
Durant les trois décennies qui suivent les Oies effectuent différents passages en Promotion. Evoluant au 4e niveau pendant quatre saisons de 1971 à 1975, puis durant huit championnats de 1980 à 1989, le cercle obtient son meilleur résultat final en 1973 avec une 4e place finale. Il égale cette performance en 1982.
En dehors de ces deux "pics", le R. CS Visétois est le plus souvent dans le "ventre mou" du classement. En 1992-1993, le club de la Basse-Meuse revient en Promotion, mais l'expérience tourne court avec une avant-dernière place finale, à 8 points du premier sauvé.

### L'essor
Après son dernier passage en Promotion, le matricule 369 voit arriver à sa tête Monsieur Guy Thiry. Cet Homme d'Affaires, administrateur-délégué de plusieurs sociétés et mandataire politique (MR), va "boosté" le vieux club de la Cité de l'Oie.
En 1994, Visé remporte un nouveau titre et remonte en Promotion. Après une saison calme, terminée au 8e rang, le club est sacré champion en Promotion, dans une série composée de cercles anversois et limbourgeois, après un long coude-à-coude avec Herk Sport mais en renvoyant le troisième classé, Wellen, à dix points.
Au bout de 46 ans, le R. CS Visétois retrouve le 3e niveau. La saison des retrouvailles est celle de l'apprentissage. Le cercle assure son maintien avec un 12e place finale, 6 points devant le Stade Louvain, barragiste.
En fin d'exercice 1997-1998, Visé est vice champion, deux unités derrière Herentals. Le cercle réalise un tour final brillant, avec un tirage au sort "sympa" qui lui offre deux rencontres à domicile. Dans leur stade de la Cité de l'Oie, les Bleu et Blanc battent Tongres (1-0), puis écartent Mons (2-1). La finale, contre Ingelmunster, est jouée au stade Oscar Van Kesbeeck du Racing de Malines. Visé ouvre rapidement le score, mais se fait rejoindre peu avant le repos. La seconde période est un "thriller" haletant. Le but décisif (2-1) tombe à la 89e minute, des œuvres de Christophe Philippens, fils de Jean-Pierre, l'entraîneur de l'époque.

### L'antichambre de l'élite
Le R. CS Visétois réussit sa découverte de l'antichambre de l'élite avec une place en milieu de classement en 1999. Hélas pour le club, la suite est moins amusante. La saison 1999-2000 est un long calvaire, ponctué d'une avant-dernière place, 16 points derrière le KV Kortrijk, barragiste. Visé retourne en D3.
En 2001, Visé ne termine qu'à la 4e place de sa série, à bonne distance de l'Excelsior Virton champion. Mais les "Oies" se qualifient pour le tour final car ayant remporté la "première période de 10 matchs". Désormais le TF de D3 se joue en matchs aller/retour. Au premier tour, Visé bat deux fois le Walhain (2-4 et 1-0). En demi-finale aller, le club bleu et blanc" subit la loi de Zultse VV (2-0), mais inverse superbement la tendance au retour (5-1). Avant même que soit jouée la finale, Visé est assuré de remonter en D2. En effet, l'autre finaliste est le KV Kortrijk qui a éliminé le Lyra et Deinze. Or le matricule 19 est sous le coup d'une relégation administrative (descente d'une division) eu égard à sa situation financière (faillite). La partie est disputée en une manche. Les Flandriens doivent remporter le match afin de gagner le droit de monter et ainsi effacer la relégation qui les attend. En cas de victoire de Visé, Courtrai est renvoyé en Promotion. Victorieux (2-1), les Rouge et Blanc assurent leur maintien.
Le retour en Division 2 est initialement positif pour le R. CS Visétois qui se classe 8e et même 6e en 2003. Après une troisième saison moyenne (10e), l'exercice 2004-2005 est pénible. Visé traîne en fond de classement et échoue à la place de "barragiste", deux points derrière l'Union St-Gilloise et Dessel Sport. Les Bleus doivent s'employer pour écarter Sprimont Comblain. Après un partage (2-2) en déplacement, un court succès (2-1) au stade de la Cité de l'Oie permet d'atteindre la finale contre Oud-Heverlee Leuven. Celle-ci est jouée au Stedelijkestadion d'Hasselt. Dans les jours précédents, le matricule 369 a tenté d'obtenir une autre localisation mais sans succès. La partie est intense. Les "Oies" ouvrent le score par Christian Landu-Tubi mais "OHL" égalise dans la minute suivante. Dans le dernier quart d'heure, Bjorn Ruytinx met les Louvanistes aux commandes. Le futur Diable Rouge Guillaume Gillet retablit la parité trois minutes plus tard. Dans la prolongation, c'est un Liégeois qui crucifie Visé. François Sterchele signe un doublé qui envoie OHL en D2 et condamne Visé à la D3.
Pour son retour au 3e étage, le CS Visétois loupe l'accès au tour final, en se classant 5e, 1 point derrière l'Olympic de Charleroi. La saison suivante est plus terne avec un modeste 9e rang.
En 2007-2008, Visé termine une nouvelle fois cinquième mais est placé pour le tour final. Le matricule 369 a remporté la 3e période qui ne compte que 8 matchs. Ce championnat est joué à 15 en conséquence du pénible feuilleton "Geel-Namur" qui a défrayé la chronique durant l'intersaison. Les deux clubs concernés ont été placés en D2 par l'URBSFA, pressée par des décisions de tribunaux civils, et aucun remplaçant n'a été désigné en D3. Au premier tour, Visé et le K. RC Mechelen ne se départagent pas (2 fois 0-0). Visé se qualifie aux tirs au but 5-6. En demi-finale, les "Oies" prennent deux fois la mesure de l'Eendracht Alost (1-3 et 2-1). La finale oppose le club de la Basse-Meuse à... l'UR Namur. En 210 minutes de jeu, aucun but n'est inscrit. Les Merles assurent leur maintien dans l'antichambre de l'élite à la suite d'une séance de tirs au but 5-6.

### Excès d'ambitions?
L'échec de 2008 ne décourage pas les dirigeants visétois qui continuent à lorgner vers la Division 2. Lors de la saison 2008-2009, les "Oies" terminent vice-champion derrière Turnhout et doivent se rabattre sur le tour final. Mais le football belge connait une période de mutation. Sous l'impulsion de la Pro League, la D1 belge est réduite de 18 à 16 clubs, avec évidemment des conséquences dans les séries inférieures. Si la Ligue de D3 décide de limiter le nombre de descendants vers la Promotion et choisit de passer de 30 à 36 clubs, la Ligue Nationale (D2) ne suit pas cet exemple et tranche dans le vif. Dans le courant de cette saison 2008-2009, le règlement est changé en fin de parcours : trois clubs au lieu d'un seul sont barragistes. Sportivement sauvés, Virton et l'Olympic sont pénalisés par cette modification. Ce sont justement les Dogues qui éliminent Visé dès la première phase d'un tour final adapté aux changements évoqués. Les "Oies" pensent avoir fait le plus dur en s'imposant (1-3) au stade de La Neuville, mais les Carolos inversent la situation au retour (2-4).
Lors du championnat 2009-2010, le CS Visé est sacré champion avec neuf points d'avance sur… l'Olympic qui n'est pas parvenu à se maintenir la saison précédente.
Le matricule 369 retrouve la Division 2. Sportivement, l'exercice 2010-2011 est excellent. Le club obtient le plus haut classement hiérarchique de son Histoire: une 5e place dans l'antichambre de l'élite. Mais dans les coulisses se trame une mauvaise saga. En fin d'année 2011, Visé annonce sa reprise par le groupe Bakrie, originaire d'Indonésie. Des objectifs élevés sont cités pour les prochaines années. La montée en division 1 est clairement envisagée et Robert Waseige, ancien entraîneur de l'équipe nationale belge, déclare que Visé peut rapidement se faire une place parmi l'élite. Cette arrivée du groupe indonésien a également été marquée par un renouvellement important dans le vestiaire. Ainsi les nouveaux patrons amènent onze joueurs étrangers, dont sept Italiens, et quatre Indonésiens provenant d’Indonesia Futból SAD, une équipe indonésienne jouant en U17 et U19 dans les championnats uruguayens. Un nouveau staff d'entraineurs est mis en place.

### Indonésiens, Anglais, mais pas (plus) d'argent
Mais les grandes promesses et les grands espoirs ne font pas long feu. Les résultats sportifs ne suivent pas la courbe ascendante escomptée. En 2012, le CS Visé termine 9e. En interne, l'ambiance se détériore. L'argent n'arrive pas en masse comme pensé. Le passif du club est effacé, mais la partie sportive est défaillante. La saison 2012-2013 est médiocre. Visé est empêtré dans la lutte pour le maintien. Il termine au 15e rang, avec seulement trois points de mieux que le trio qui ferme la marche et dont seul le dernier, St-Niklaas, est relégué en raison de la disparition du Beerschot ex-Germinal. A la fin de cette même saison, l'homme qui a fait grandir le CS Visé, Guy Thiry, devenu actionnaire majoritaire, s'en va.
L'expérience indonésienne tourne totalement au fiasco lors du championnat 2013-2014. Irrémédiablement largué au classement, le CS Visé termine dernier avec 15 unités de retard sur Hoogstraten qui est "barragiste", en raison du refus de licence que subit le "FC Brussels" (qui est ensuite déclaré en faillite et arrête ses activités).
Renvoyé en Division 3, le CS Visé est repris par un « groupe anglais » qui place l'ancien international anglais Terry Fenwick à la tête du club,.
Mais les espoirs de retour vers le football professionnel restent minces car les soucis financiers, un temps oubliés, ont refaits surface. La saison 2014-2015 est à nouveau pénible. Le club est mêlé à la lutte pour le maintien. Après un début d'exercice correct, tombe la nouvelle redoutée le 28 octobre 2014, le Tribunal de Commerce de Liège prononce la faillite de la société anonyme gérant le club ! Alors que plusieurs éléments s'en vont, le club s'enfonce lors de la deuxième période. La troisième est un peu meilleure mais permet juste d'éviter la relégation directe. Visé est barragiste.
Dans les coulisses l'espoir est mince. La trou financier est redevenu tel que peu croient à l'arrivée d'un repreneur miracle. Guy Thiry, l'ancien président, propose ses services "pour trouver une solution". Comme souvent l'heure est à la lutte d'égos et aux règlements de compte politiques. La "piste Thiry" est délaissée (sabordée ?) par certains. Il faut trouver entre 700 et 800.000 euro pour sauver le club ! La mission semble impossible, mais en attendant, le CS Visé participe aux barrages. Il entretient l'espoir en franchissant le premier tour qu'il lui est demandé de jouer: victoire (0-2) au K. SC City Pirates. Mais en finale, Hamoir met fin au rêve de maintien sportif (0-1). Les "Oies" boivent le calice jusqu'à la lie. Ils perdent aussi le repêchage (1-1, tirs au but 4-3) à l'Entente Sportive Acrenoise qui… est repêchée à la suite de la disparition de l'AEC Mons.
Pour les sympathisants du R. CS Visétois reste… l'attente. Mais aucun miracle ne se produit. Le 18 juin 2015, un des curateurs, Maitre Laurent Stas de Richelle écrit à l'URBSFA pour lui signifier qu'aucune solution fiable n'est trouvée et qu'il est contraint d'arrêter les activités de l'équipe "A".
Mis en faillite, le matricule 369 est radié des listes de l'URBSFA le 1er juillet 2015.

## Richelle United - URS Lixhe Visé
La disparition du CS Visé (et celle du CS Verviétois) profite entre-autres au FC United Richelle (matricule 9487) qui est repêché en P1 liégeoise et monte en Promotion. "United Richelle" est un club de l'entité de...Visé !
Dans le même temps, l'ancien président du CS Visé, Guy Thiry s'est rapproché de l'URS Lixhe-Lanaye (matricule 1352) qui vient de réussir deux montées et est en P2 Liégeoise. Ce club continue son ascension et, via le Tour final interprovincial 2017, accède à la Division 3 Amateur, sous la dénomination de URSL Visé.
À partir de la saison 2015-2016, "FC Richelle United" et "URS Lixhe-Lanaye" (désormais URS Lixhe Visé) se partagent le stade de la Cité de l'Oie du désormais ex-CS Visé.

## Résultats dans les divisions nationales
Statistiques clôturées - Clubs disparu

### Palmarès
- 1 fois champion de Belgique de Division 3 en 2010.
- 1 fois champion de Belgique de Promotion en 1996.

### Bilan
| Niv | Divisions     | Jouées | Titres | TM Up | TM Down |
| --- | ------------- | ------ | ------ | ----- | ------- |
| I   | 1re nationale | 0      | 0      |       |         |
| II  | 2e nationale  | 10     | 0      |       | 1       |
| III | 3e nationale  | 11     | 1      | 4     | 1       |
| IV  | 4e nationale  | 18     | 1      |       |         |
| V   | 5e nationale  | 0      | 0      |       |         |
|     |               |        |        |       |         |
|     | TOTAUX        | 39     | 2      | 4     | 2       |

- TM Up : test-match pour départager des égalités, ou toutes formes de Barrages ou de Tour final pour une montée éventuelle.
- TM Down : test-match pour départager des égalités, ou toutes formes de Barrages ou de Tour final pour le maintien.

### Classements
| Ordre               | Saison  | Nom du club    | Niveau                 | Classement final | Remarques               |
| ------------------- | ------- | -------------- | ---------------------- | ---------------- | ----------------------- |
| 1                   | 1948-49 | R. CS Visétois | Promotion (D3) série C | 11e/16           |                         |
| 2                   | 1949-50 | R. CS Visétois | Promotion (D3) série C | 16e/16           | Relégué!                |
| séries provinciales |         |                |                        |                  |                         |
| 3                   | 1964-65 | R. CS Visétois | Promotion série A      | 12e/16           |                         |
| 4                   | 1965-66 | R. CS Visétois | Promotion série B      | 16e/16           | Relégué!                |
| séries provinciales |         |                |                        |                  |                         |
| 5                   | 1971-72 | R. CS Visétois | Promotion série B      | 9e/16            |                         |
| 6                   | 1972-73 | R. CS Visétois | Promotion série A      | 4e/16            |                         |
| 7                   | 1973-74 | R. CS Visétois | Promotion série B      | 11e/16           |                         |
| 8                   | 1974-75 | R. CS Visétois | Promotion série B      | 16e/16           | Relégué!                |
| séries provinciales |         |                |                        |                  |                         |
| 9                   | 1980-81 | R. CS Visétois | Promotion série D      | 8e/16            |                         |
| 10                  | 1981-82 | R. CS Visétois | Promotion série D      | 4e/16            |                         |
| 11                  | 1982-83 | R. CS Visétois | Promotion série D      | 9e/16            |                         |
| 12                  | 1983-84 | R. CS Visétois | Promotion série C      | 12e/16           |                         |
| 13                  | 1984-85 | R. CS Visétois | Promotion série C      | 9e/16            |                         |
| 14                  | 1985-86 | R. CS Visétois | Promotion série D      | 6e/16            |                         |
| 15                  | 1986-87 | R. CS Visétois | Promotion série D      | 9e/16            |                         |
| 16                  | 1987-88 | R. CS Visétois | Promotion série C      | 10e/16           |                         |
| 17                  | 1988-89 | R. CS Visétois | Promotion série C      | 15e/16           | Relégué!                |
| séries provinciales |         |                |                        |                  |                         |
| 18                  | 1992-93 | R. CS Visétois | Promotion série D      | 15e/16           | Relégué!                |
| séries provinciales |         |                |                        |                  |                         |
| 19                  | 1994-95 | R. CS Visétois | Promotion série D      | 8e/16            |                         |
| 20                  | 1995-96 | R. CS Visétois | Promotion série C      | 1er/16           | Champion et promu!      |
| 21                  | 1996-97 | R. CS Visétois | Division 3 série B     | 12e/16           |                         |
| 22                  | 1997-98 | R. CS Visétois | Division 3 série B     | 2e/16            | Promu via tour final!   |
| 23                  | 1998-99 | R. CS Visétois | Division 2             | 10e/18           |                         |
| 24                  | 1999-00 | R. CS Visétois | Division 2             | 17e/18           | Relégué!                |
| 25                  | 2000-01 | R. CS Visétois | Division 3 série B     | 4e/16            | Promu via tour final!   |
| 26                  | 2001-02 | R. CS Visétois | Division 2             | 8e/18            |                         |
| 27                  | 2002-03 | R. CS Visétois | Division 2             | 6e/18            |                         |
| 28                  | 2003-04 | R. CS Visétois | Division 2             | 13e/18           |                         |
| 29                  | 2004-05 | R. CS Visé     | Division 2             | 16e/18           | Relégué après barrages! |
| 30                  | 2005-06 | R. CS Visé     | Division 3 série B     | 5e/16            |                         |
| 31                  | 2006-07 | R. CS Visé     | Division 3 série B     | 8e/16            |                         |
| 32                  | 2007-08 | R. CS Visé     | Division 3 série B     | 5e/16            | Tour final!             |
| 33                  | 2008-09 | R. CS Visé     | Division 3 série B     | 2e/16            | Tour final!             |
| 34                  | 2009-10 | R. CS Visé     | Division 3 série B     | 1er/16           | Champion et promu!      |
| 35                  | 2010-11 | R. CS Visé     | Division 2             | 5e/18            |                         |
| 36                  | 2011-12 | R. CS Visé     | Division 2             | 9e/18            |                         |
| 37                  | 2012-13 | R. CS Visé     | Division 2             | 15e/18           |                         |
| 38                  | 2013-14 | R. CS Visé     | Division 2             | 18e/18           | Relégué!                |
| 39                  | 2014-15 | R. CS Visé     | Division 3             | 16e/18           | Relégué après barrages! |

## Anciens joueurs
Quelques joueurs connus passés par l'équipe première du RCS Visé.
- Alexandre Di Gregorio (RC Genk, Sp. Charleroi)
- / Rachid Farssi (VC Westerlo)
- Laurent Fassotte (Lierse SK)
- Guillaume Gillet (AA La Gantoise, SC Anderlecht, FC Nantes)
- Aloys Nong (Standard de Liège)